# First (Zeitschrift)
| Jahr | Ausgaben von - bis | Ausgaben von - bis | Anzahl |
| ---- | ------------------ | ------------------ | ------ |
| 1988 | 1                  | 2                  | 2      |
| 1989 | 3                  | 14                 | 12     |
| 1990 | 15                 | 26                 | 12     |
| 1991 | 27                 | 38                 | 12     |
| 1992 | 39                 | 50                 | 12     |
| 1993 | 51                 | 62                 | 12     |
| 1994 | 63                 | 74                 | 12     |
| 1995 | 75                 | 86                 | 12     |
| 1996 | 87                 | 98                 | 12     |
| 1997 | 99                 | 110                | 12     |
| 1998 | 111                | 122                | 12     |
| 1999 | 123                | 129                | 7      |

First war eine monatliche deutsche Gratiszeitung für homosexuelle Männer. Anfangs wurde sie nur in Köln verteilt. Mit der Zeit weitete sich die Verbreitung auf ganz Deutschland aus.

## Geschichte
Jürgen Jokiel, Inhaber des kleinen Hotel Garni Plümo in Köln-Nippes, und Gerd Sprenger, selbständiger  Galerist (Mige), Künstler und Grafiker in Köln-Zollstock, gründeten Mitte 1988 den First Verlag zur Herausgabe einer schwulen monatlichen Gratiszeitung.
Die erste Ausgabe erschien mit dem Zusatztitel „Kölns Zeitung von Männern für Männer“ im November 1988 mit einer Auflage von 2500 Stück. Diese Auflage wurde in Köln in Bars, Restaurants, Cafés, Saunen, unterschiedlichsten Geschäften und dem Schulz (Schwulen- und Lesben-Zentrum) verteilt. Mit der Zeit weitete sich das Verbreitungsgebiet auf Nordrhein-Westfalen aus, und der Zusatztitel änderte sich in „Kölns Zeitung von Männern für Männer in NRW“. Später wurde es in ganz Deutschland verteilt und der Zusatztitel änderte sich erst in „Deutschlands größte Gay-Zeitung“ und später in „Deutschlands große Gay Zeitung“. Nach der Wende wurde ein Büro in der Waldstraße in Leipzig eröffnet, und kurze Zeit gab es spezielle Seiten für Ostdeutschland. Die Auflage stieg bis zur vierzigsten Ausgabe (1992) auf 25.000 Exemplare. Nach Nachfrage wurden auch Zeitungspakete in die Schweiz, nach Österreich und in Teile Belgiens verschickt. Zusätzlich gab es die Möglichkeit eines Abonnements für 45 DM.
Anfangs wurde die Zeitung im Format DIN A2 gedruckt. Später wurde auf das Berliner Format umgestellt. Das Erscheinungsbild wurde öfters geändert und dabei durch den Grafiker Sprenger die Stile etwa von Bild oder F.A.Z. kopiert. Hergestellt wurde sie von Henke Druck in Brühl. Finanziert wurde die Zeitung durch private Kleinanzeigen um 10 DM und gewerbliche Anzeigen zu 150 DM.
Inhaltlich war eine bunte Mischung aus Themen vertreten: Politik, Gesellschaft, Mode, Reise, Horoskop, Rätsel, Kultur und Sport aus aller Welt. Der redaktionelle Teil wurde von Jokiel und Co-Autoren z. B.  Rainer Jarchow erstellt, Sprenger war Grafiker und für das Horoskop zuständig. Gegenüber dem Großteil der sonstigen schwulen Medien verstand sich First, mit Jokiel als bekennendem CDU-Mitglied, als bürgerlich-konservative Alternative. Seine teilweise provokanten Artikel boten vielfältige Angriffsmöglichkeiten und Diskussionsgrundlagen. Der Verlag beteiligte und unterstützte den Kölner CSD von Anfang an.
Nach Spannungen zwischen Jokiel und Sprenger trennten sie sich 1992, und Sprenger führte die Zeitschrift eine Zeitlang alleine weiter. Später verkaufte er sie an einen Kölner Großgastronomen. Als Hausblatt verlor First immer mehr Anzeigenkunden und wurde 1999 eingestellt.
Jokiel gründete Mitte 1996 den Empire-Verlag zur Herausgabe des Gratis-Reisemagazin Empire. Es erschienen vier Hochglanz-Ausgaben im DIN-A4-Format. 1998 wurde der Verlag aufgelöst. Es besteht noch ein Youtube-Kanal gleichen Titels mit Reisetipps.

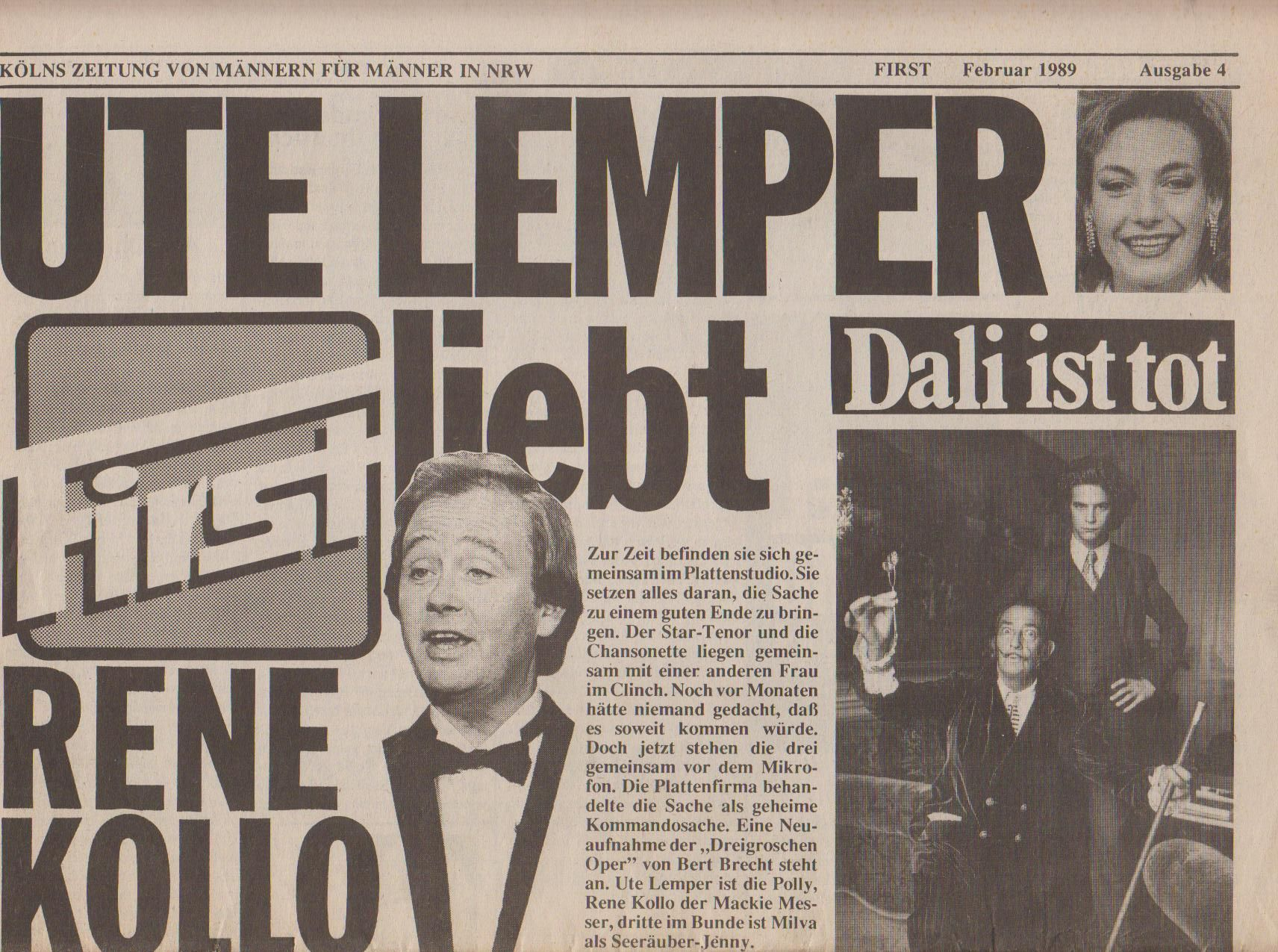
Titelseite von First, Ausgabe 4 vom Februar 1989
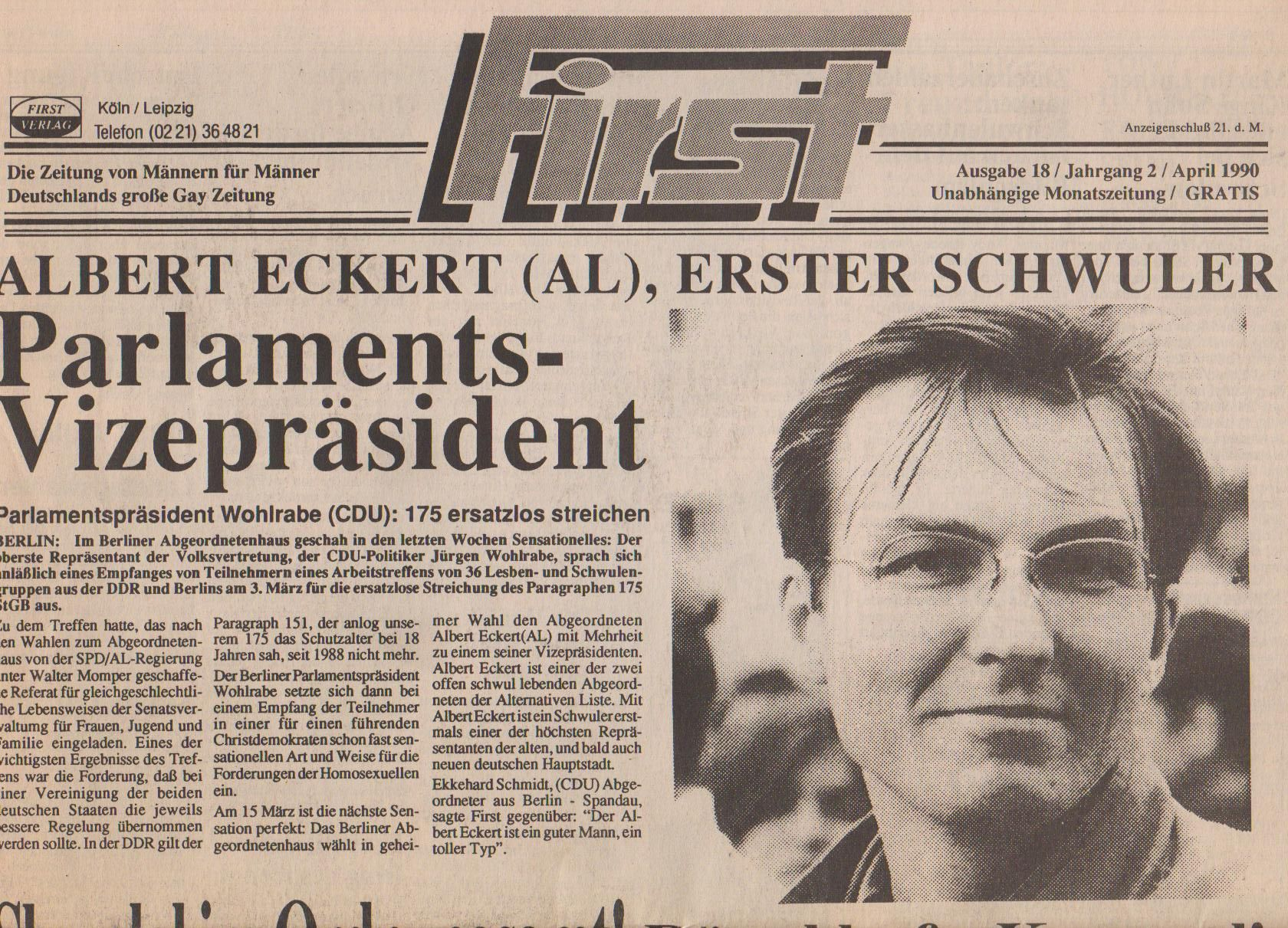
Titelseite von First, Ausgabe 18 vom April 1990
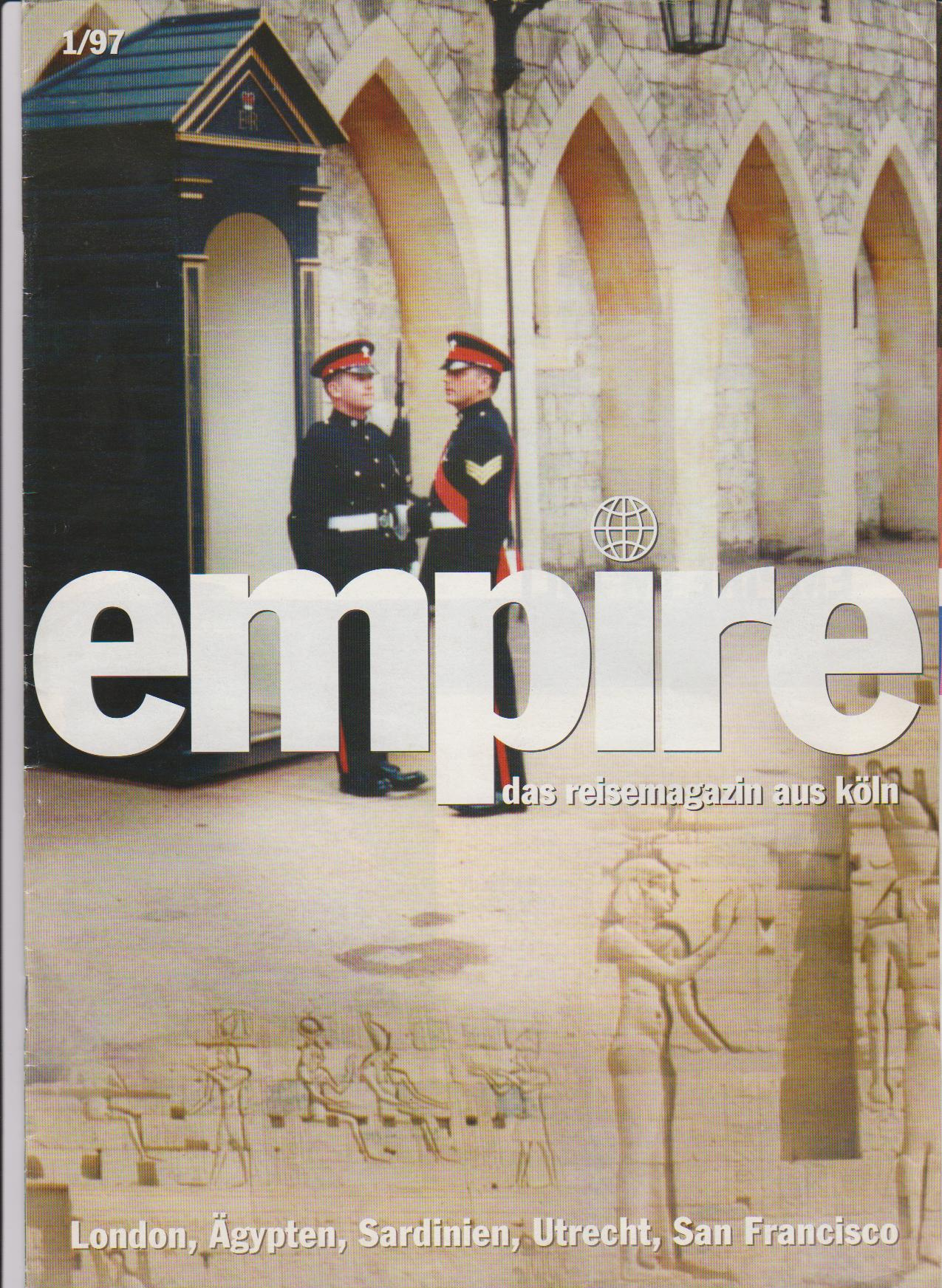
Titelseite von Empire, 1/1997